# Kanton Reims-8
Kanton Reims-8 is een kanton van het Franse departement Marne. Kanton Reims-8 maakt deel uit van het arrondissement Reims. Het telt 22 423 inwoners in 2017.

## Gemeenten
Kanton Reims-8 omvatte tot 2014 de volgende gemeenten:
- Champigny
- Reims (deels, hoofdplaats)
- Saint-Brice-Courcelles

Na de herindeling van de kantons bij decreet van 21 februari 2014, met uitwerking in maart 2015, werd het kanton behouden met een geheel andere begrenzing. Sindsdien omvat het de gemeenten:
- Cernay-lès-Reims
- Cormontreuil
- Prunay
- Puisieulx
- Reims (deels, hoofdplaats)
- Saint-Léonard
- Sillery
- Taissy
- Trois-Puits